# 圣西尔堡
圣西尔堡（法語：La Ferté-Saint-Cyr，法語發音：[la fɛʁte sɛ̃ siʁ]）是法国卢瓦-谢尔省的一个市镇，位于该省中部偏东南，属于罗莫朗坦-朗特奈区。

## 地理
圣西尔堡（47°39'22"N, 1°40'27"E）面积57.93 平方千米，位于法国中央-卢瓦尔河谷大区卢瓦-谢尔省，该省份为法国中北部省份，北起厄尔-卢瓦省，东北接卢瓦雷省，东南接谢尔省，南至安德尔省，西南接安德尔-卢瓦尔省，西北接萨尔特省。
与圣西尔堡接壤的市镇（或旧市镇、城区）包括：利尼勒里博、科松河畔克鲁伊、迪宗、圣洛朗-努昂、维勒尼、博讓西。

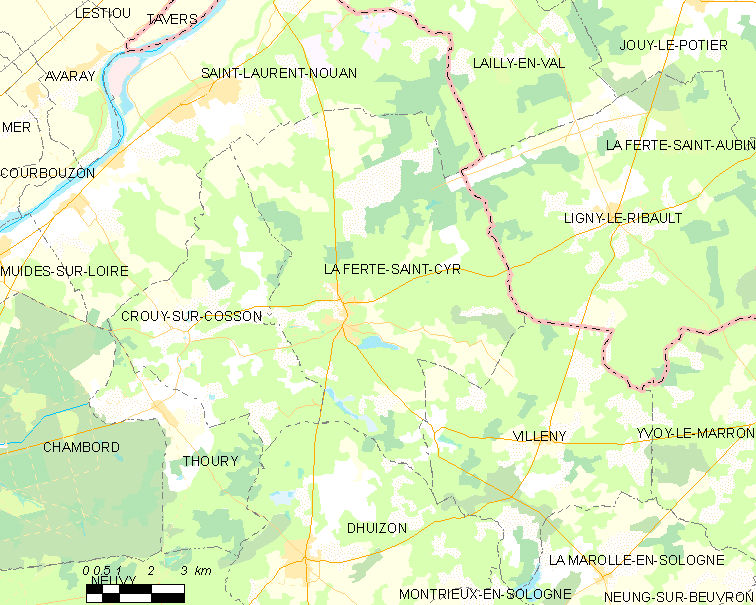
圣西尔堡的OSM定位图

圣西尔堡的时区为UTC+01:00、UTC+02:00（夏令时）。

## 行政
圣西尔堡的邮政编码为41220，INSEE市镇编码为41085。

## 政治
圣西尔堡所属的省级选区为尚博尔县。

## 人口

1962-2008年间圣西尔堡人口变化图示

圣西尔堡于2022年1月1日时的人口数量为1078人。